# Kochanovce (Humenné)
Kochanovce (in ungherese Felsőkohány, in tedesco Kochendorf) è un comune della Slovacchia facente parte del distretto di Humenné, nella regione di Prešov.
La località viene citata per la prima volta nel 1543, quale feudo della Signoria di Humenné. Nel XVIII secolo passò ai nobili Csáky, e nel XX secolo ai Szirmay.